# Pharidae
Die Pharidae sind eine Familie der Muscheln aus der Ordnung Adapedonta. Die ältesten fossilen Vertreter der Familie stammen aus dem Kimmeridgium (Oberjura).

## Merkmale
Die oft ungleichklappigen, meist stark komprimierten Gehäuse sind klein bis sehr groß (etwa 15 mm bis 230 mm). Sie sind im Umriss länglich-eiförmig, querrechteckig, lang gestreckt bis sehr lang. Sie sind gerade oder oft auch leicht gebogen. Sie sind meist stark ungleichseitig, die Wirbel sitzen deutlich vor der Mittellinie, oft sogar am Vorderende. Die Gehäuse klaffen an Vorder- und Hinterende mehr oder weniger deutlich. Vorder- und Hinterende sind gerundet oder auch abgestutzt. Das Schloss weist in der rechten Klappe einen senkrecht vorspringenden und einen waagrechten hinteren Kardinalzahn auf. In der linken Klappe sind zwei senkrecht stehende und zwei waagrechte, übereinander stehende, längliche Kardinalzähne vorhanden. Die Zähne können aber auch miteinander verschmelzen, sodass auch weniger Kardinalzähne vorhanden sein können. Sie sind an der Spitze oft gespalten. Es sind zwei Schließmuskeleindrücke vorhanden, von denen der vordere Eindruck dreieckig oder eiförmig bis stark länglich ist, der hintere dreieckig bis eiförmig. Die Mantelbucht ist sehr flach bis mäßig tief. Die Schale ist meist dünnwandig. Die Ornamentierung besteht meist aus feinen bis gröberen randparallelen Streifen, Wülsten und Gruben. 
Die meist kurzen bis sehr kurzen Siphonen sind getrennt oder auch verwachsen, selten sind sie auch lang. Der Fuß ist kräftig, zylinderförmig und am Ende schräg abgestutzt; er kann in einer eiförmigen, stark verformbaren Platte enden. 

## Geographische Verbreitung und Lebensraum
Die Familie ist weltweit verbreitet. Der Hauptlebensraum ist vom Gezeitenbereich bis in etwa 150 Meter Wassertiefe. Sie leben bevorzugt in schlammig-sandigen, feinsandigen oder seltener auch in schlammigen Böden. 

## Taxonomie
Das Taxon wurde 1858 von den Brüdern Henry und Arthur Adams aufgestellt. Ein jüngeres Synonym ist die Familie Cultellidae Davies, 1935, die heute nur noch als Unterfamilie der Pharidae bewertet wird. Die Untergliederung in Unterfamilien (Cultellinae Davies, 1935, Novaculininae Ghosh, 1920, Pharellinae Stoliczka, 1870, Pharinae H. Adams & A. Adams, 1856 und Siliquinae Bronn, 1862) ist noch sehr unsicher. Nach MolluscaBase enthält die Familie Pharidae folgende Gattungen (nicht aufgeteilt auf die Unterfamilien):
- Pharidae 
  - Afrophaxas Cosel, 1993
  - Cultellus Schumacher, 1817
  - Ensiculus H. Adams, 1860
  - Ensis Schumacher, 1817
    - Amerikanische Schwertmuschel[4] (Ensis directus (Conrad, 1843))
    - Schwertförmige Scheidenmuschel (Ensis ensis (Linnaeus, 1758))
    - Gerade Scheidenmuschel (Ensis magnus (Schumacher, 1817))
    - Kleine Schwertmuschel (Ensis minor (Chenu, 1843))
    - Schotenmuschel (Ensis siliqua (Linnaeus, 1758))

  - Nasopharus Cosel, 1993
  - Neosiliqua Habe, 1965
  - Novaculina Benson, 1830
  - Orbicularia Deshayes, 1850
  - Pharella Gray, 1854
  - Pharus Gray, 1840
    - Taschenmessermuschel (Pharus legumen (Linnaeus, 1758))

  - Phaxas Leach in Gray, 1852
    - Durchscheinende Scheidenmuschel (Phaxas pellucidus (Pennant, 1777))

  - Siliqua Megerle von Mühlfeld, 1811
  - Sinonovacula Prashad, 1924
  - Sinucultellus Cosel, 1993
  - Sinupharus Cosel, 1993

## Anmerkung
1. ↑  Die Benennung der waagrechten Zähne ist in der Literatur nicht einheitlich. Sie werden in manchen Publikationen als Haupt-/Kardinalzähne bezeichnet, in anderen Arbeiten als Seiten-/Lateralzähne.